# Episodi di Life (prima stagione)
La prima stagione della serie televisiva Life, composta da 11 episodi (a causa dello sciopero degli sceneggiatori) è stata trasmessa sul canale statunitense NBC dal 26 settembre al 5 dicembre 2007.
In Italia, la prima stagione è stata trasmessa in prima visione assoluta dal 20 febbraio 2008 al 9 aprile 2008 su Joi, mentre in chiaro è stata trasmessa dal 5 settembre al 14 novembre 2008 su Italia 1.
| nº | Titolo originale       | Titolo italiano      | Prima TV USA      | Prima TV Italia  |
| -- | ---------------------- | -------------------- | ----------------- | ---------------- |
| 1  | Merit Badge            | Ritorno alla vita    | 26 settembre 2007 | 20 febbraio 2008 |
| 2  | Tear Asunder           | Lacerazione          | 3 ottobre 2007    | 27 febbraio 2008 |
| 3  | Let Her Go             | Lasciala andare      | 10 ottobre 2007   | 5 marzo 2008     |
| 4  | What They Saw          | Quello che videro    | 17 ottobre 2007   | 12 marzo 2008    |
| 5  | The Fallen Woman       | L'angelo caduto      | 24 ottobre 2007   | 19 marzo 2008    |
| 6  | Powerless              | Confessioni          | 31 ottobre 2007   | 19 marzo 2008    |
| 7  | A Civil War            | Guerra civile        | 7 novembre 2007   | 26 marzo 2008    |
| 8  | Farthingale            | Due di tutto         | 14 novembre 2007  | 26 marzo 2008    |
| 9  | Serious Control Issues | La gabbia            | 28 novembre 2007  | 2 aprile 2008    |
| 10 | Dig A Hole             | Qui e ora            | 3 dicembre 2007   | 2 aprile 2008    |
| 11 | Fill It Up             | La fine del sentiero | 5 dicembre 2007   | 9 aprile 2008    |

## Ritorno alla vita
- Titolo originale: Merit Badge
- Diretto da: David Semel
- Scritto da: Rand Ravich

### Trama
L'episodio inizia con una serie di flashback. Charlie, poliziotto a Los Angeles, è stato condannato per omicidio e trascorre 12 durissimi anni in carcere, per poi essere scagionato dalle prove del DNA. Dopo aver ricevuto un misterioso quanto cospicuo indennizzo economico torna in servizio, come detective, nella squadra omicidi, dove viene messo in coppia con la collega Dani Reese.
Nel suo primo giorno di servizio si trova a lavorare all'omicidio di un bambino. Sulla scena del crimine, accolto con un atteggiamento di sospetto dai colleghi, Charlie dimostra una grande abilità e perspicacia, scoprendo che il proiettile che ha ucciso il bambino ha colpito anche il suo cane e che probabilmente l'animale ha morso l'assassino, staccandogli un dito.
In centrale Charlie riesce a far parlare un amico del bambino, scoprendo che la vittima, figlio di un carcerato, aveva un incontro con un misterioso informatore che doveva vendergli le prove dell'innocenza del padre. Durante la visita alla famiglia della vittima Charlie si accorge che il padre adottivo ha probabilmente fatto uso di marijuana e lo avverte dell'imminente controllo da parte della Polizia, innescando le ire della partner. Attraverso il dito risalgono ad uno degli aggressori, che dopo aver fatto il nome dell'assassino rimane ucciso nello scontro con i detective. Ma una volta morto anche il complice, non ci sono prove per l'omicidio ed il sospettato viene rimandato in carcere solo per violazione dei termini per la libertà vigilata. I detective lo fanno però mandare nel penitenziario dove è rinchiuso il padre naturale del ragazzo ucciso ed il criminale, temendo per la sua vita, confessa l'omicidio a patto di essere tenuto in isolamento. Nonostante il successo dell'investigazione il superiore di Charlie vuole espellerlo dalla Polizia, usando come pretesto quello di aver avvertito il padre adottivo della vittima dell'imminente controllo antidroga, ma Dani Reese, riconoscendo il lavoro fatto dal collega, si rifiuta di testimoniare.